# 長與又郎
長與 又郎（新字体：長与 又郎、ながよ またお、1878年（明治11年）4月6日 - 1941年（昭和16年）8月16日）は、日本の病理学者、男爵。癌研究の世界的権威。号は雷山。

## 経歴
出生から修学期
1878年、医学界の重鎮・長與專齋の三男として東京神田で生まれた。慶應義塾幼稚舎、正則学校、第一高等学校を経て、東京帝国大学医科大学（現在の東京大学医学部）に進学。1904年12月に卒業。その後、医学修行のためドイツのフライブルク大学に留学した。
病理学研究者として
1910年に帰国し、東京帝国大学助教授に就いた。翌年に教授に小学し、病理学講座を担当した。夏目漱石の主治医でもあり、1916年に漱石が病死した際には、未亡人夏目鏡子の希望で、漱石の遺体を解剖した。
伝染病研究所長や医学部長を経て、1934年、東京帝国大学第12代総長に就任した。1936年、帝国学士院会員に選出された。1937年、林内閣発足時に文部大臣への就任要請を受けたが辞退した。1938年、文部大臣荒木貞夫から総長官選案を示されるも、大学の自治を守るために戦い、荒木の案を撤回させて総長を辞任。同年12月28日、東京帝国大学を退任し、名誉教授の称号を授与された。昭和初期には、満州へ渡航し関東軍司令部や731部隊を訪問している。731部隊では研究を視察している。細菌学会などを通じ、石井四郎軍医とも交流があった。
学界では、がん研究会会頭を務めた。がん研究会会頭在任時にがん研究所やその附属病院（現がん研究会有明病院）の開設に尽力した。1941年には日本癌学会を設立するなど、癌の解明に努力した。父の遺志を継いで、公衆衛生院や結核予防会をも設立した。
自ら予言していた通りに肺癌となり、1941年8月16日、東京都麻布区の自宅にて死去。享年64。死去前日の8月15日、医学への貢献により男爵となった。墓所は青山霊園(13-1イ-2-2-6)にある。

## 栄典
位階
1918年（大正7年）2月20日 - 従五位
勲章等
1941年（昭和16年）
8月15日 - 男爵
8月16日 - 勲一等瑞宝章

## 研究内容・業績
専門は病理学で、特に癌の解明に向けて研究を行った。がん研究所を開設して研究と臨床治療の環境を作り、また日本癌学会、がん研究会を設立して研究振興の足掛かりも整備した。
長與又郎賞(日本癌学会)
1996年、日本癌学会は長與を記念して長與又郎賞（長與賞）を設立した。
大学スポーツとの関わり
- 東京帝国大学野球部長も務め、部の寮である「一誠寮」の看板は長與の揮毫による。この時、「誠」の字の右側の「ノ」の画を入れ損なったが、これを指摘した選手たちに「最後のノは君たちが優勝したときに入れよう」と語ったという。東大の六大学野球最高位は1946年春季の2位であるため、以後も「ノ」の部分が欠けたままとなっている。
- ボート競技にも取り組んでいたことがあり、晩年の1940年、戸田漕艇場オープン時に行われたデモンストレーションに出漕している。漕ぎ終わった後のインタビューでは「ラジオ体操をやっているから、まだまだ若い者には負けない」と語っている[6]。

## 親族
- 父：長與專齋。
- 長兄：長與稱吉も医師で男爵。
- 弟：岩永裕吉は同盟通信社の初代社長。
- 弟：長與善郎は白樺派の作家。
- 妻：森村組創業者の一人である森村豊の娘・森村玉。
- 長男：長與太郎は銀行家。男爵位を継承した。
太郎の妻に志賀直哉の次女・留女子（るめこ）を迎えたが1年ほどで離婚[7]。四男の長與健夫も医師で、愛知県がんセンター総長などを務める。孫の長與寿恵子は作曲家で、夫の吉田耕一とともに「杜こなて」という共有の筆名を用いている[8]。

## 著作
日記
- 『長與又郎日記 近代化を推進した医学者の記録』(全2巻) 小高健編、学会出版センター 2001

著書
- 『癌の常識.胃潰瘍.腹痛と外科』南大曹・塩田広重共著、東西医学社 1931
- 『日本に於ける癌腫の統計的研究』癌研究会 1933
- 『傑出人脳の研究』内村祐之・西丸四方共著、岩波書店 1939

## 長與又郎に関する資料
- 『長与又郎伝：伝記・長与又郎』長与博士記念会編、大空社 1998
- 『長与又郎：日本近代医学の推進者』 小高健著、考古堂書店 2012